# Digão
Rodrigo Izecson dos Santos Leite dit Digão est un footballeur brésilien, né le 14 août 1985 à Brasilia, Brésil. Il joue au poste de défenseur.
Digão est le frère de Kaká.

## Biographie
Il débarque en Italie en 2004 à Milan, via la Sampdoria. En effet, le club lombard ayant dépassé le quota de joueur extra-communautaire, il est enregistré à la Samp. En 2005, il passe chez les Rossoneri et est prêté deux ans à Rimini. 
En deux saisons, il joue 23 matchs de Serie B et deux matches de Coupe d'Italie (le 14 août 2005 face à la Fiorentina, lors duquel il se fait expulser, et le 23 août 2006 face à la Sampdoria), puis revient à Milan en 2007.
Quelques jours après son prêt en Belgique, il se blesse aux ligaments croisés du genou. De retour sur les terrains fin mars 2009, il joue le match de Jupiler Pro League, Standard de Liège-Germinal Beerschot (3-1 entré en tant que remplaçant). Il ne reste finalement pas en Belgique en fin de saison.
Annoncé à Fribourg puis à Getafe, c'est finalement au Futebol Clube Penafiel qu'il est prêté jusqu'en juin 2011 par l'AC Milan.
Après avoir convaincu le directeur sportif des New York Red Bulls lors d'un essai, il s'est engagé avec le club américain.  Les modalités du contrat n'ont toutefois pas été révélées.

## Palmarès
Standard de Liège
- Champion de Belgique en 2009

 US Lecce
- Champion de Serie B en 2010

## Statistiques
Le tableau ci-dessous récapitule les statistiques en match officiel de Digão :
| Saison                | Club                     | Championnat           | Championnat | Championnat | Coupe nationale | Coupe nationale | Coupe de la Ligue | Coupe de la Ligue | Play-offs | Play-offs | Total | Total |
| Saison                | Club                     | Division              | M.          | B.          | M.              | B.              | M.                | B.                | M.        | B.        | M.    | B.    |
| 2005-2006             | Rimini                   | Serie B               | 6           | 0           | 1               | 0               | -                 | -                 | -         | -         | 7     | 0     |
| 2006-2007             | Rimini                   | Serie B               | 17          | 0           | 1               | 0               | -                 | -                 | -         | -         | 18    | 0     |
| 2007-2008             | AC Milan                 | Serie A               | 1           | 0           | 2               | 0               | -                 | -                 | -         | -         | 3     | 0     |
| 2008-2009             | Standard de Liège (prêt) | Jupiler Pro League    | 1           | 0           | -               | -               | -                 | -                 | -         | -         | 1     | 0     |
| 2009-2010             | US Lecce (prêt)          | Serie B               | 2           | 0           | -               | -               | -                 | -                 | -         | -         | 2     | 0     |
| 2010                  | FC Crotone (prêt)        | Serie B               | 0           | 0           | -               | -               | -                 | -                 | -         | -         | 0     | 0     |
| 2010-2011             | FC Penafiel (prêt)       | Segunda Liga          | 10          | 0           | 1               | 0               | 2                 | 1                 | -         | -         | 13    | 1     |
| 2012                  | New York Red Bulls       | Major League Soccer   | 0           | 0           | -               | -               | -                 | -                 | 1         | 0         | 1     | 0     |
| 2013                  | New York Red Bulls       | Major League Soccer   | 0           | 0           | -               | -               | -                 | -                 | -         | -         | 0     | 0     |
| Total sur la carrière | Total sur la carrière    | Total sur la carrière | 37          | 0           | 5               | 0               | 2                 | 1                 | 1         | 0         | 45    | 1     |